# Hugo van Lawick

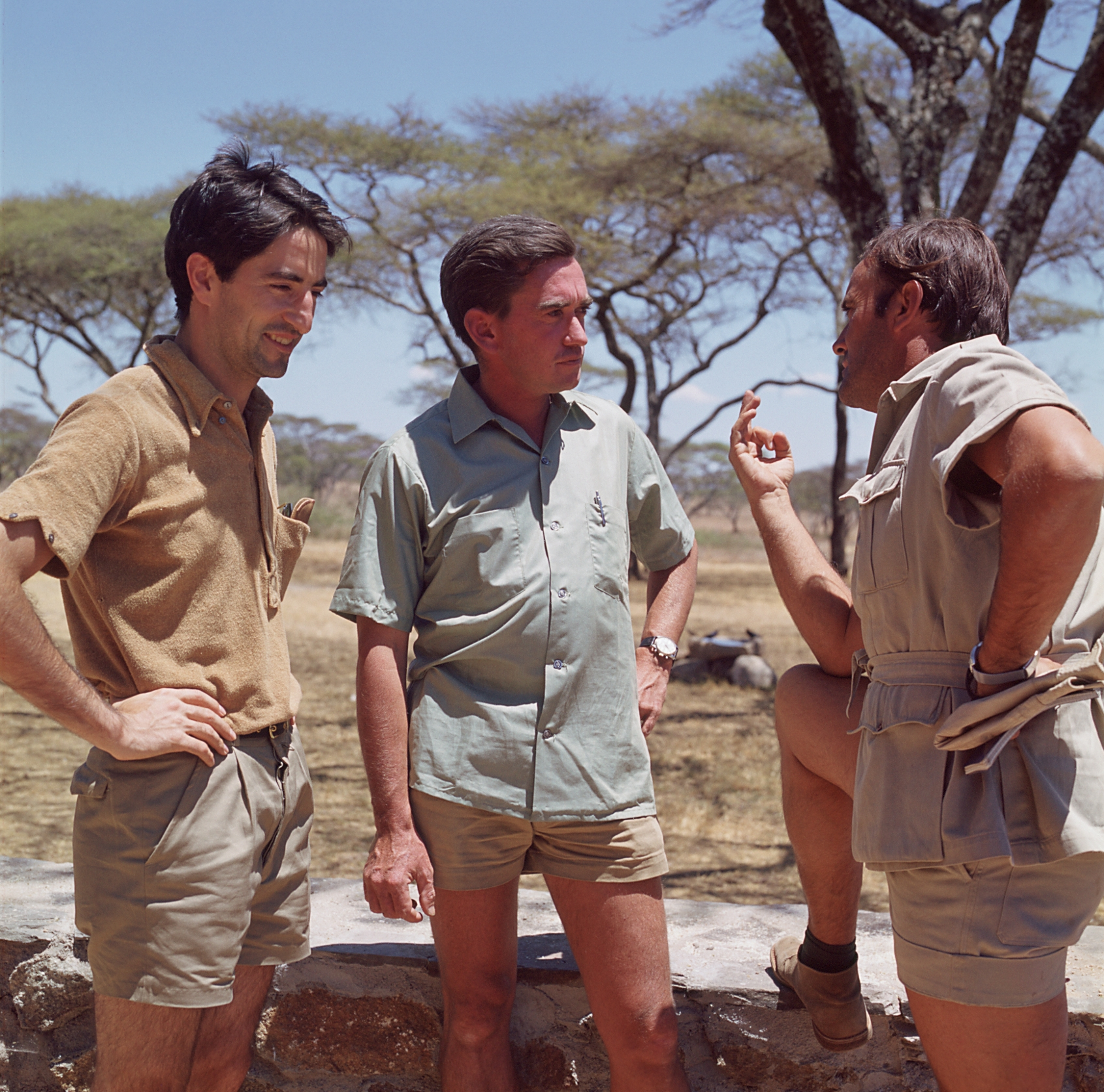
In der Mitte: Hugo van Lawick zwischen Jesús Mosterín und Félix Rodríguez de la Fuente, 1969

Hugo van Lawick (* 10. April 1937 in Surabaya, Niederländisch-Indien; † 2. Juni 2002 in Daressalam, Tansania) war ein niederländischer Tierfilmer und Fotograf.

## Leben
Hugo van Lawick wurde in Niederländisch-Indien als Sohn von Hugo Anne Victor Raoul Baron van Lawick und Isabella Sophia Baroness van Ittersum geboren. Er entdeckte schon früh seine Liebe für Tiere und die Fotografie. 1959 arbeitete er das erste Mal als Kameramann für ein niederländisches Unternehmen in Kenia. 1962 wurde Hugo van Lawick von der National Geographic Society für einen Filmbeitrag nach Kenia gesandt. Dort lernte er die Verhaltensforscherin Jane Goodall kennen, die das Verhalten von Schimpansen untersuchte. Am 28. März 1964 heirateten van Lawick und Goodall, 1967 wurde ihr Sohn Hugo geboren. Die Ehe wurde 1974 geschieden. Das alte Filmmaterial wurde 2017 erneut genutzt, um daraus einen Film zu erstellen. Der Dokumentarfilm Jane von Regisseur Brett Morgan und mit der Musik von Philip Glass kam 2018 in die Kinos.
Seine Filme zeigten einer breiten Öffentlichkeit das bedrohte Leben verschiedener Wildtiere in der Serengeti, wie z. B. von Afrikanischen Wildhunden, Elefanten und Löwen.
Ein Foto, das van Lawick 1964 von Jane Goodall machte und in dem zu sehen ist, wie sie und ein von ihr „Flint“ genanntes Schimpansenbaby die Arme nacheinander ausstrecken, wurde von der Journalistin Anna Turns in einem Beitrag der britischen Rundfunkanstalt BBC 2023 als „ikonisch“ bezeichnet, weil es „noch Jahrzehnte später weiterhin unseren Blick auf Schimpansen prägt“.
Van Lawick starb im Haus seines Sohnes in Daressalam in Tansania an einem Lungenemphysem.

## Filmografie (Auswahl)
- 1973: Jane Goodall and the World of Animal Behavior: The Wild Dogs of Africa
- 1984: Among the Wild Chimpanzees
- 1988: People of the Forest: The Chimps of Gombe
- 1989: Serengeti Diary
- 1996: Der kleine Leopard (The Leopard Son).

## Veröffentlichungen
- mit Peter Matthiessen: Sand Rivers, Aurum Press, London 1981, ISBN 0-906053-22-6.